# David Dunn
David John Ian Dunn (nascut el 27 de desembre de 1979 a Great Harwood, Lancashire) és un futbolista anglès que actualment juga de migcampista ofensiu pel Blackburn Rovers FC de la Premier League.